# Annikka Mutanen
Mari Annikka Mutanen (ur. 13 kwietnia 1965 w Polvijärvi) – fińska judoczka. Olimpijka z Barcelony 1992, gdzie zajęła szesnaste miejsce w wadze ekstralekkiej.
Uczestniczka mistrzostw świata w 1993 i 1995. Startowała w Pucharze Świata w latach 1992, 1993, 1995 i 1996. Brązowa medalistka mistrzostw Europy w 1992 roku. Pięciokrotna mistrzyni kraju.

## Letnie Igrzyska Olimpijskie 1992
| Konkurencja | Eliminacje                 | Klas. końcowa |
| Konkurencja | Przeciwnik I               | Miejsce       |
| ----------- | -------------------------- | ------------- |
| 48 kg       | Michaela Bornemann (AUT) P | 16.           |